# Watashi ga Iu Mae ni Dakishimenakya ne
Singles de Juice=Juice
ー Samidare Bijo ga Samidareru
(5 mai 2013)
Watashi ga Iu Mae ni Dakishimenakya ne (私が言う前に抱きしめなきゃね, en français : « Avant que je dise oui, tu dois me serrer dans les bras, d'accord ? ») est le premier single "indépendant" du groupe féminin japonais Juice=Juice sorti le 31 mars 2013.

## Détails du single
Il s'agit du premier disque sorti par Juice=Juice après s'être formé deux mois plus tôt, en janvier 2013. Il est en même temps le premier disque de la formation originale du groupe. Le single atteint la 25e place des classements hebdomadaires des ventes de l'Oricon.
Il sort en une seule édition (CD seulement), le CD contient seulement la chanson-titre et sa version instrumentale.
La chanson-titre figurera sous une autre version (et sera renommée) sur le premier single "major" qui sortira six mois après en septembre 2013, Romance no Tochū / Watashi ga Iu Mae ni Dakishimenakya ne (Memorial Edit) / Samidare Bijo ga Samidareru (Memorial Edit), en tant que chanson co-face A.

## Formation
- Yuka Miyazaki (leader)
- Tomoko Kanazawa
- Sayuki Takagi
- Aina Otsuka
- Karin Miyamoto
- Akari Uemura

## Liste des titres
Toutes les paroles sont écrites par Tsunku, toute la musique est composée par Tsunku et arrangée par Shoichiro Hirata.
| 1.   | Watashi ga Iu Mae ni Dakishimenakya ne (私が言う前に抱きしめなきゃね) | 3:58 |
| 2.   | Watashi ga Iu Mae ni Dakishimenakya ne (Instrumental)                 | 3:57 |
| 7:15 |                                                                       |      |